# 区 (阿尔及利亚)
区（阿拉伯语：‎）是阿尔及利亚的二级行政单位，在省（‎）之后，在市镇（‎）之前。

## 列表
截止2019年2月，阿尔及利亚共有553个区。